# Droite Pierre
La Droite Pierre est un menhir situé à Putanges-le-Lac, dans l'ancienne commune de Chênedouit, en France.

## Localisation
Le menhir est situé au lieu-dit la Droite Pierre, sur l'ancienne commune de Chênedouit, dans le département français de l'Orne.

## Historique
Le menhir et un rayon de 50 m alentour fait l’objet d’un classement au titre des monuments historiques depuis le 26 juin 1981.

## Description
Le menhir mesure 2,30 m de hauteur.